# UAN
UAN is een geconcentreerde oplossing van ureum en ammoniumnitraat. De oplossing wordt gebruikt als vloeibare kunstmest. Het meest voorkomende type UAN is UAN 32.0.0 (32%N), dat 44,3% ammoniumnitraat, 35,4% ureum en slechts 20,4% water bevat. Andere veel voorkomende types zijn: UAN 28, UAN 30, en UAN 18.
De oplossingen kunnen zeer corrosief zijn voor metalen (tot 500 MPY in geval van C1010 staal) en worden daardoor vaak behandeld met een corrosieremmer om tanks en pijpleidingen te beschermen.

## Fysische eigenschappen van UAN-oplossingen
De oplossingen bevatten een opvallend lage hoeveelheid water en hebben een zeer lage uitzout-temperatuur
| Type, %N:                 | 28    | 30    | 32    |
| Ammoniumnitraat (%):      | 40.1  | 42.2  | 44.3  |
| Ureum (%):                | 30.0  | 32.7  | 35.4  |
| Water (%):                | 29.9  | 25.1  | 20.3  |
| Dichtheid bij 16°C:       | 1.283 | 1.303 | 1.320 |
| Uitzout Temperatuur (°C): | -18   | -10   | -25   |